# Bibliothèque de la Sorbonne
Bibliothèque de la Sorbonne (česky Knihovna Sorbonna), oficiálně Bibliothèque interuniversitaire de la Sorbonne (Meziuniverzitní knihovna Sorbonna) je univerzitní knihovna v Paříži. Svůj název má podle svého hlavního sídla na Sorbonně v ulici Rue Saint-Jacques č. 191.

## Historie
Knihovna byla založena v roce 1770 pod názvem Bibliothèque de l'université de Paris (Knihovna Pařížské univerzity). Nacházela se v prostorách dnešní školy Lycée Louis-le-Grand. Knihovní sbírka vznikla spojením bývalé knihovny rektora Jeana Gabriela Petit de Montempuis, části knihovny sorbonnské koleje a knihoven dalších 28 zrušených kolejí. Univerzita byla zrušena v roce 1793 a knihovní fondy byly přemístěny do skladiště zřízeném v kostele Saint-Paul-Saint-Louis. Některé rukopisy byly předány Národní knihovně, naopak přibyly knihy ze zabavených šlechtických knihoven.
Po vytvoření lyceí v roce 1802 byla knihovna přejmenována na Bibliothèque des lycées de Paris. V roce 1808 se stala hlavní knihovnou založené Francouzské univerzity. V roce 1823 se knihovna přestěhovala přes ulici Rue Saint-Jacques do Sorbonny, do budov ze 17. století. V 19. století při výstavbě nové Sorbonny bylo rozhodnuto přestavět i knihovnu. Práce trvaly od roku 1885 do 1901. Dekretem z 28. června 1910 byla knihovna přejmenována na Bibliothèque de l'université de Paris (Knihovna Pařížské univerzity). Skládala se z pěti oddělení: oddělení literatury a oddělení věd byla uložena na Sorbonně, oddělení medicínské literatury na lékařské fakultě (pozdější Bibliothèque interuniversitaire de médecine – Meziuniverzitní lékařská knihovna), oddělení farmaceutické literatury umístěné na farmaceutické fakultě (pozdější Bibliothèque interuniversitaire de pharmacie – Meziuniverzitní farmaceutická knihovna), oddělení právnické literatury na právnické fakultě (budoucí Bibliothèque Cujas). Do roku 1970 byla knihovna hlavní univerzitní knihovnou. Poté byly fondy moderní vědecké literatury (cca od roku 1945) přesunuty do Kampusu Jussieu, kde vznikla Bibliothèque interuniversitaire scientifique de Jussieu (Meziuniverzitní vědecká knihovna v Jussieu).
V roce 1972 byla knihovna na Sorbonně spojena s Knihovnou umění a archeologie (Bibliothèque d'art et d'archéologie), Bibliothèque Sainte-Geneviève a vznikla Meziuniverzitní knihovna A (Bibliothèque interuniversitaire A). V roce 1978 k ní byly připojeny Bibliothèque Victor-Cousin a knihovna Geografického institutu a získala svůj současný název.

## Umístění
Knihovna se nachází v komplexu Sorbonny v budově v ulici Rue Saint-Jacques č. 191. Studovna zabírá první patro budovy a má 264 míst. Ve druhém patře je bývalá Bibliothèque Victor-Cousin, která slouží pro náhradní konzultace.

## Postavení a organizace
Knihovna Sorbonna je určena jako univerzitní knihovna pro univerzity Paříž I, Paříž III, Paříž IV, Paříž V a Paříž VII. Její provoz se řídí úmluvou podepsanou v roce 2000 mezi pěti univerzitami. Knihovní rada stanovuje obecná pravidla pro provoz knihovny. Schvaluje všechny odborné aktivity. Navrhuje rozpočet a finanční účet, ale konečné rozhodnutí závisí na správní radě Paříže I.

## Sbírky
Knihovna shromažďuje své sbírky od roku 1770 a k úbytku došlo pouze při přesunu moderní literatury v roce 1970 do samostatné knihovny. Knihovna má díla ze všech společenských věd, ale na některé oblasti se více specializuje jako je historie (kromě soudobých dějin), geografie, filozofie a francouzská literatura. Vedle těchto hlavních oblastí se knihovna zaměřuje i na díla o studiu náboženství a dále anglické, německé, španělské a italské lingvistiky a dějin literatury v těchto jazycích. Knihovna má přes 18 000 tištěných diplomových prací a dalších 15 000 na mikrofiších. V knihovně je uloženo na 17 750 titulů periodik v papírové podobě, z nichž 4370 dosud vychází a knihovna také poskytuje přístup k mnoha elektronickým periodikům.
V historických fondech knihovna uchovává přes 2500 rukopisů a rovněž archiv bývalé Pařížské univerzity, přes 5000 dřevořezů a více než 400 000 starých tisků. Připojená Bibliothèque Victor-Cousin obsahuje asi 500 rukopisů a 30 000 starých tisků. Sbírka s názvem „Richelieu“ zahrnuje dokumenty rodu Richelieu.

## Přístup
Přístup do knihovny je vyhrazen pouze registrovaným uživatelům. Nedostatek studijních míst vedl k omezení přístupu pro studenty z partnerských univerzit od třetího ročníku bakalářského studia a všech studentů magisterského studia. Knihovna je k dispozici členům fakulty a badatelům francouzštiny a po akreditaci též jejich zahraničním kolegům. Osoby, které nespadají do výše uvedených kategorií, mohou získat jen dočasné povolení ke studiu určitého dokumentu. Výpůjčky z novodobých fondů jsou povolené pouze učitelům, badatelům francouzštiny a studentům partnerských univerzit.

## Rekonstrukce
Bylo rozhodnuto o rekonstrukci tradičního sídla knihovny. Financování zajišťuje město Paříž, které je vlastníkem budovy. Od února 2010 začalo postupné přemisťování sbírek, které byly rozděleny mezi různé instituce – Bibliothèque Sainte-Barbe, kostel Notre-Dame du Liban a Centre technique du livre de l'enseignement supérieur (Technické knihovní centrum vysokoškolského vzdělávání). V dubnu 2010 knihovna uzavřena své historické sídlo na Sorbonně. V září 2010 začaly stavební práce na obnově sídla, která by měly trvat do května roku 2013.